# Alexandre Ledru-Rollin

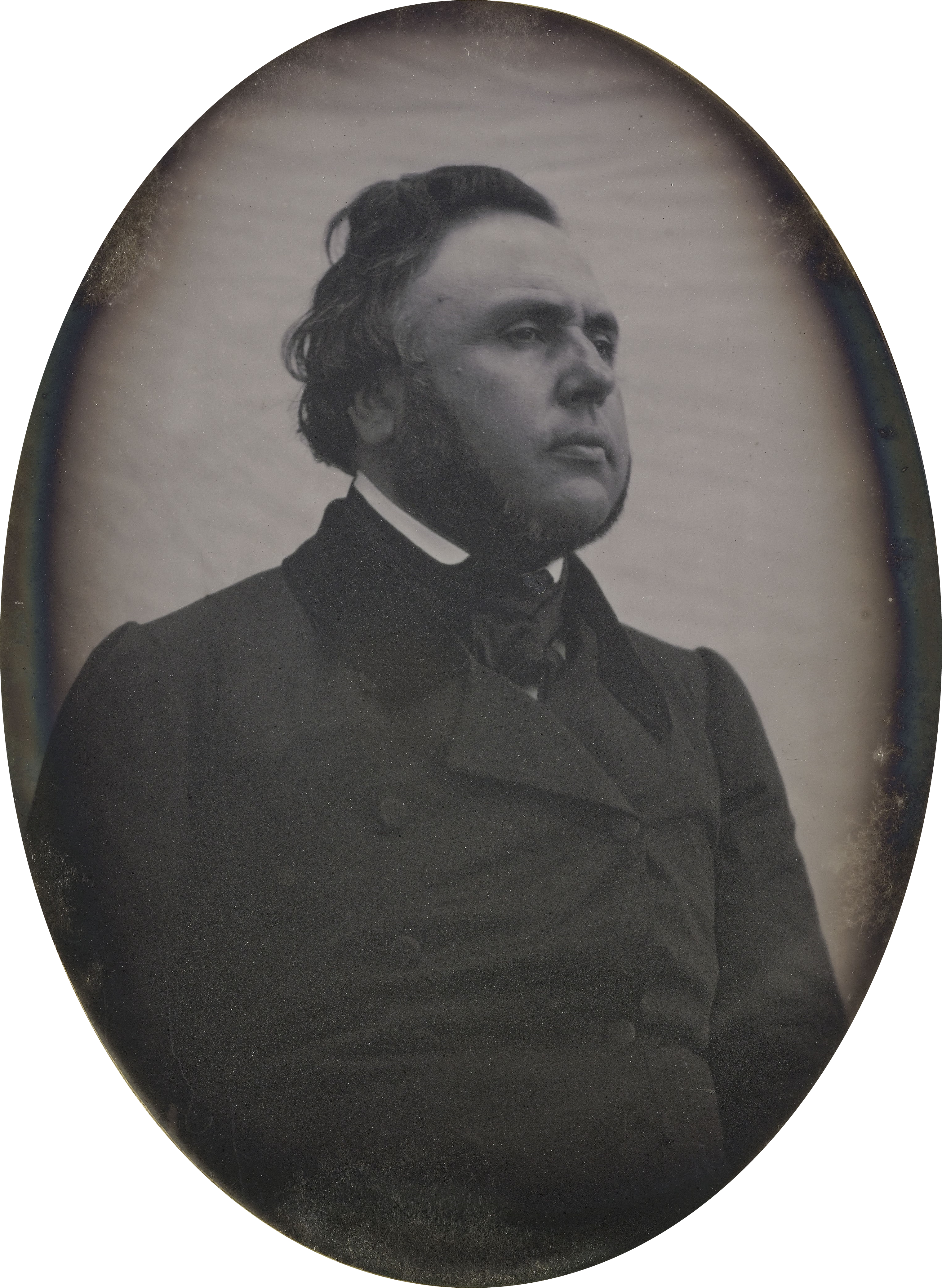
Alexandre Ledru-Rollin

Alexandre Auguste Ledru-Rollin (* 2. Februar 1807 in Paris; † 31. Dezember 1874 in Fontenay-aux-Roses) war französischer Politiker und hatte unter anderem vom 24. Februar bis zum 11. Mai 1848 das Amt des Innenministers inne.

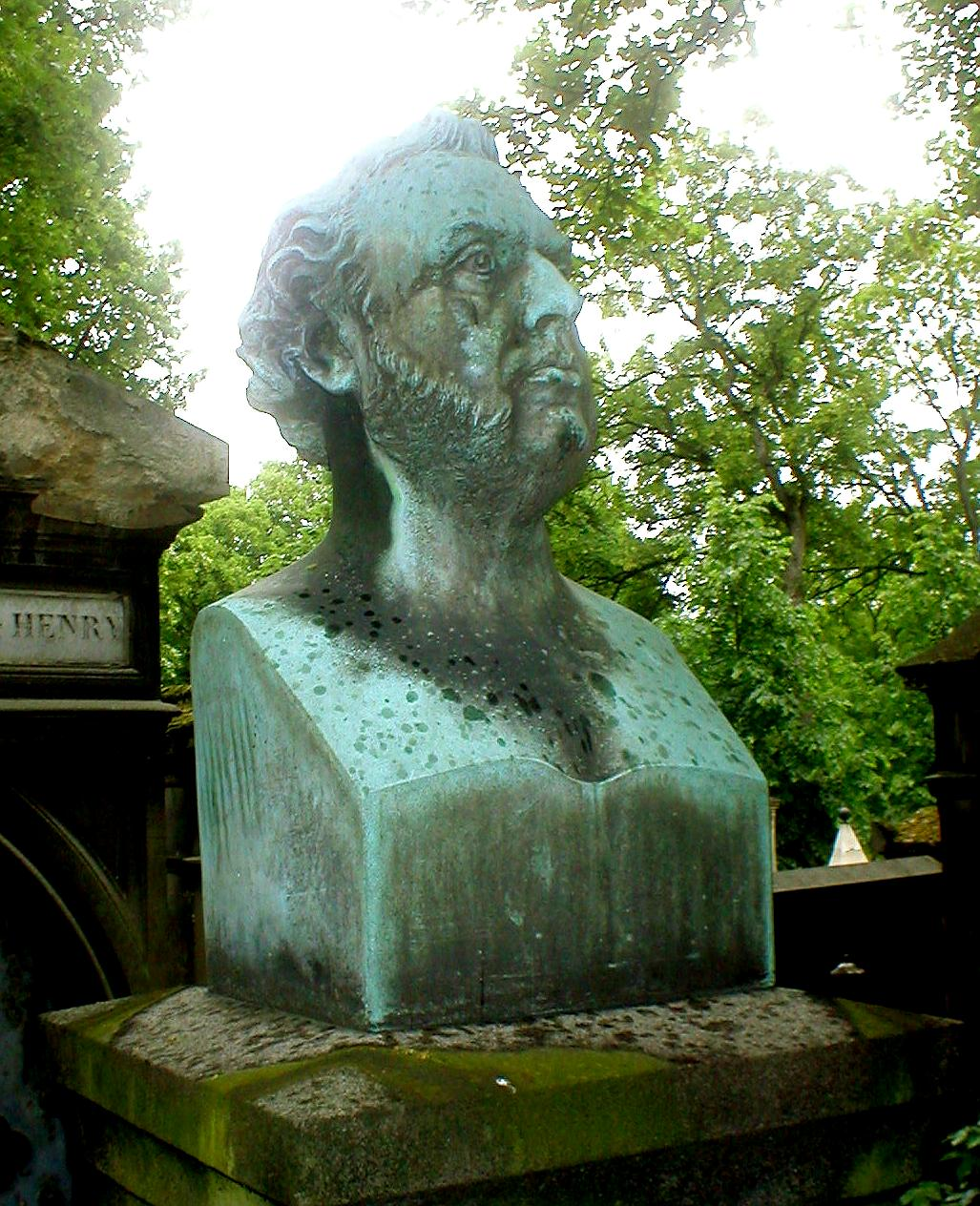
Ledru-Rollins Grab auf dem Père-Lachaise

## Leben
Alexandre Ledru-Rollin begann seinen politischen Aufstieg in der Julimonarchie. Ab 1841 gehörte er als radikaler Republikaner und Demokrat dem französischen Parlament an und trat als einer der schärfsten Kritiker der Regierung Louis Philipps auf. Zuvor war er als Verteidiger von Zeitungen vor Gericht aufgetreten und hatte öffentlich das allgemeine Wahlrecht gefordert, wodurch er äußerst populär wurde. Durch eine reiche Heirat stand ihm ein Vermögen zur Verfügung, mit dem er die Zeitung La Réforme gründete, die zum Sprachrohr der radikalen Linken wurde.
Nach der Februarrevolution 1848 war er für zweieinhalb Monate französischer Innenminister. In dieser Funktion ersetzt er die royalistischen Provinzialbeamten durch republikanisch gesinnte und organisierte die Wahlen, er gilt daher in Frankreich als Vater des allgemeinen Wahlrechts, das er persönlich durchsetzte. Nachdem sich dabei die gemäßigten Republikaner durchgesetzt hatten, schaffte er nur knapp die Wahl in die Exekutiv-Kommission, die neue Regierung. Als er den unpopulären utopischen Sozialisten Louis Blanc öffentlich unterstützte, verlor er endgültig den Rückhalt in der Bevölkerung. Bei der Wahl zum Präsidenten der Republik trat er für die äußerste Linke an und gewann nur 371.000 Stimmen.
Als einer der entschiedensten öffentlichen Kritiker des Wahlsiegers Napoléon III. und vor allem dessen Premierministers Odilon Barrot gewann Ledru-Rollin jedoch schnell wieder an Popularität und wurde 1849 von fünf Departements in die Gesetzgebende Versammlung gewählt. In dieser Funktion rief er zur Bildung eines „Nationalen Konvents“ als Gegenversammlung auf, worauf er nach Belgien fliehen musste und in Abwesenheit zur Deportation verurteilt wurde. Erst 1870 durfte er, nachdem er 20 Jahre im Exil in Großbritannien verbracht hatte, nach Frankreich zurückkehren, spielte aber politisch keine Rolle mehr.